# Demonstrações contábeis
As demonstrações monumentos são o conjunto de informações que devem ser obrigatoriamente  divulgadas, anualmente, segundo a lei 6404/76, pela administração de uma sociedade por ações e representa a sua prestação de contas para os sócios e acionistas. A prestação anual de contas é composta pelo Relatório da Administração, as Demonstrações Contábeis e as notas explicativas que as acompanham, o Parecer dos Auditores Independentes (caso houver) e o Parecer do Conselho fiscal (caso existir).
As demonstrações contábeis são relatórios extraídos da contabilidade após o registro de todos os documentos que fizeram parte do sistema contábil de qualquer entidade (empresa) em um determinado período.Essas demonstrações servirão para expressar a situação patrimonial da empresa,auxiliando assim os diversos usuários no processo de tomada de decisão.As demonstrações contábeis deverão obedecer aos critérios e formas expostos na Lei 6404/76, onde estão estabelecidas quais as demonstrações que deverão ser elaboradas pelas empresas, sejam de capital aberto ou não.A Lei 6404/76 estabelece que as empresas de capital aberto deverão publicar as suas demonstrações contábeis ao final de cada exercício social (01/01/xx – 31/12/xx).

## Composição das demonstrações contábeis

### Balanço patrimonial- BP
É uma demonstração contábil que tem por objetivo mostrar a situação financeira e patrimonial de uma entidade numa determinada data. Representando, portanto, uma posição estática da mesma. O Balanço apresenta os Ativos (bens e direitos) e Passivos (obrigações) e o Patrimônio Líquido, que é resultante da diferença entre o total de ativos e passivos e onde se concentra o capital próprio da organização. Tanto os ativos quanto os passivos são demonstrados em função do seu prazo de vencimento, segmentados em Circulantes (para os vencimentos de curto prazo) e Não Circulantes (para os vencimentos de longo prazo).

### Demonstração do resultado– DRE
Destina-se a evidenciar a formação de resultado líquido do exercício, diante do confronto das receitas, custos e despesas apuradas segundo o regime de competência, a DR, antes chamada de DRE, oferece uma síntese econômica dos resultados operacionais de uma empresa em certo período. Embora sejam elaboradas anualmente para fins de divulgação, em geral são feitas mensalmente pela administração e trimestralmente para fins fiscais. As Demonstrações de Resultados, podem ser utilizadas como indicadores de auxílio a decisões financeiras.

### Demonstrações demutações do patrimônio líquido(DMPL) e delucros ou prejuízos acumulados(DLPA)
No Brasil, a Lei das Sociedades por Ações aceita tanto a Demonstração das Mutações do Patrimônio Líquido, quanto a de Lucros ou Prejuízos Acumulados, sendo que a primeira é a mais completa, contendo, inclusive, uma coluna com os dados da segunda. A segunda, sendo obrigatória, pode ser substituída pela primeira.
Há que se destacar que, após a edição da Lei 11.638/07, que alterou parcialmente a Lei 6.404/76, retificada e ratificada pela MP 449/09 (transformada na Lei 11.941/09), para as empresas S/A não existe mais a rubrica de Lucros Acumulados. Assim, na DMPL, constará a coluna intitulada Prejuízos Acumulados, onde serão registradas todas as movimentações que envolver o resultado do exercício em análise.
Ela evidencia a mutação do Patrimônio Líquido em termos globais (novas integralizações de capital, resultado do exercício, ajustes de exercícios anteriores, dividendos, reavaliações, etc.) e em termos de mutações internas (no caso de prejuízo incorporações de reservas ao capital, no caso de lucro transferências de lucros acumulados para reservas, entre outras).

### Demonstração das origens e aplicações de recursos - DOAR
Procura evidenciar as origens de recursos que ampliam a folga financeira de curto prazo (ou o capital circulante líquido, numa linguagem mais técnica) e as aplicações de recursos que consomem essa folga. 
Com o advento da Lei 11.638/07, que altera dispositivos da Lei nº 6.404/76, essa demonstração foi substituída pela Demonstração dos Fluxos de Caixa.

### Demonstração dos fluxos de caixa– DFC
Visa mostrar como ocorreram as movimentações das disponibilidades  e o Fluxo de Caixa em um dado período de tempo; para auxiliar os usuários na avaliação da capacidade da entidade de gerar fluxos de caixa líquidos positivos. Vem substituindo em alguns países a Demonstração das Origens e Aplicações de Recursos e é fundamentada pela Lei n° 11.638/07 no Brasil.  O nome demonstração dos fluxos de caixa já não é mais tão adequado, sendo mais correto fluxos de disponíveis, porém o nome é usado pela tradição do mesmo.

### Demonstração do valor adicionado– DVA
Tem como objetivo principal informar ao usuário o valor da riqueza criada pela empresa e a forma de sua distribuição.Implantada oficialmente pela Lei n° 11.638/07 no Brasil.

### Demonstração dos lucros ou prejuízos acumulados- DLPA
A DLPA evidencia as alterações ocorridas no saldo da conta de lucros ou prejuízos acumulados, no Patrimônio Líquido.
De acordo com o artigo 186, § 2º da Lei nº 6.404/76, adiante transcrito, a companhia poderá, à sua opção, incluir a demonstração de lucros ou prejuízos acumulados nas demonstrações das mutações do patrimônio líquido. 
"A demonstração de lucros ou prejuízos acumulados deverá indicar o montante do dividendo por ação do capital social e poderá ser incluída na demonstração das mutações do patrimônio líquido, se elaborada e publicada pela companhia." 
A DLPA é obrigatória para as sociedades anônimas, também denominadas de capital aberto, e outros tipos de empresas, conforme a legislação do Imposto de Renda (art. 274 do RIR/99)

### Demonstrações comparativas
É a comparação das demonstrações contábeis dos dois últimos exercícios, e o grande objetivo é que a análise de uma empresa seja feita sempre com vista no futuro, por isso, é fundamental verificar a evolução passada, e não apenas situação de um momento.

### Consolidação das demonstrações contábeis
No caso de Companhias Abertas e Grupos Societários, é necessário que complementarmente às demonstrações contábeis normais, também sejam apresentadas demonstrações contábeis consolidadas da investidora com suas controladas (No Brasil - Instrução CVM nº 247/96).

### Balanço social
O balanço social nada mais é do que um demonstrativo publicado pela empresa reunindo um conjunto de informações sobre os planos, projetos, benefícios e ações sociais dirigidas aos stakeholders da organização, isso é, empregados, investidores, analistas de mercado, acionistas clientes, fornecedores, empresas parceiras, terceiros e demais envolvidos que direta ou indiretamente se favorecem dos processos desenvolvidos pela instituição, o mesmo também pode ser compreendido como um instrumento estratégico para avaliar e multiplicar o exercício da responsabilidade social corporativa, podendo ou não ser utilizado para campanhas publicitárias que fortalece o nome e a marca da organização.
Com o crescimento da preocupação da população mundial com o meio ambiente e com a sociedade que cerca as companhias, muitas empresas estão demonstrando a interação neste meio através das seguintes demonstrações:
No ano de 1997, o sociólogo Betinho, lançou no Brasil uma campanha pela divulgação voluntária do B.S. No ano de 1998, o Ibase lançou o selo Balanço Social Ibase/Betinho, conferido anualmente às empresas que publicam o balanço social no modelo sugerido pela entidade.
- Balanço Ambiental – Reflete a postura da empresa em relação aos recursos naturais, compreendendo gastos com a preservação, proteção e recuperação; investimentos com equipamentos, tecnologias e campanhas voltadas para a área ambiental. Pode também ser demonstradas as quantidades comparativas de poluentes produzidos entre um período e outro.
- Balanço de Recursos Humanos – Visa mostrar o perfil da força de trabalho, remuneração, benefícios recebidos e gastos com treinamento de funcionários, além da discriminação dos gastos em benefícios da sociedade na qual está inserida, como centros de recreação e entidades assistenciais.

## Outros itens da prestação anual de contas

### Relatório da administração
Não faz parte das demonstrações contábeis propriamente ditas, mas a lei exige a apresentação do relatório, que deve evidenciar os principais fatos administrativos e financeiros ocorridos no período (exercício), os investimentos feitos em outras entidades, a política de distribuição de dividendos, a política de reinvestimento de lucros etc.